# Sauber C24
Sauber C24 — болид Формулы-1 команды Sauber Petronas, построенный для участия в чемпионате 2005 года.

## История

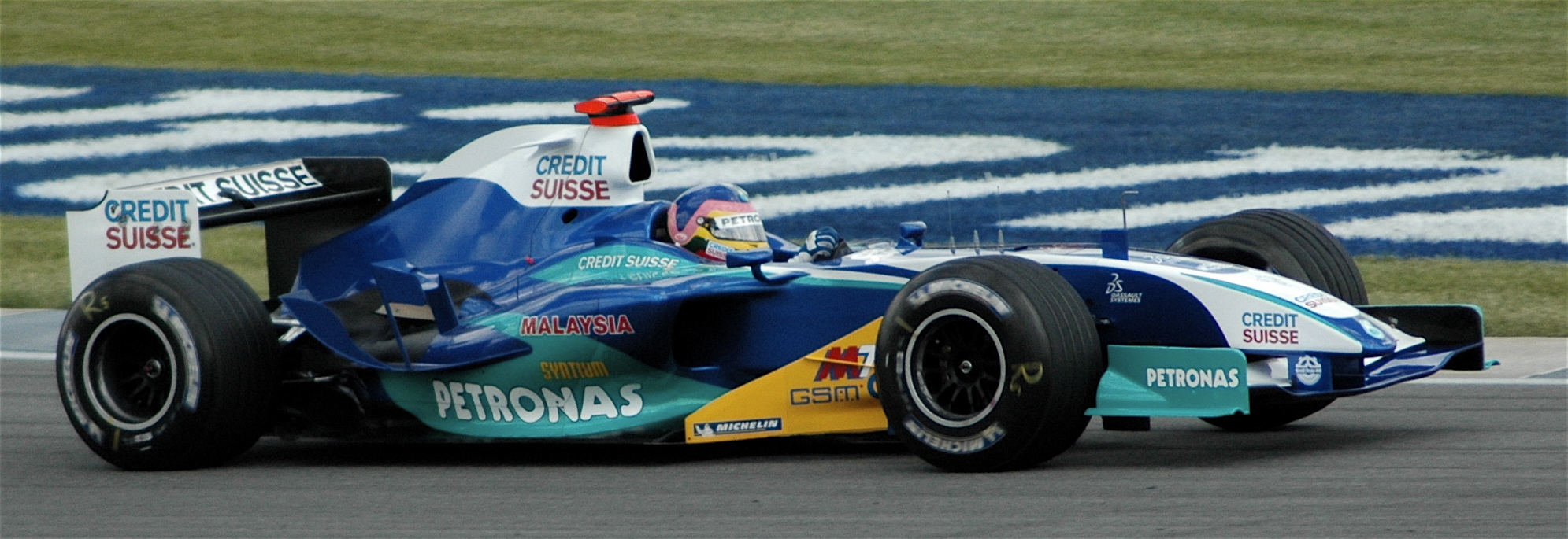
C24 Жака Вильнёва на квалификации к Гран-при США 2005 года.

Этот автомобиль стал первым, при создании которого команда использовала новую аэродинамическую трубу на базе в Хинвилле. Двигатель Petronas 05A представлял собой мотор Ferrari 055.

## Результаты выступлений в гонках
| Год  | Команда         | Двигатель            | Шины | Пилоты  | АВС | МАЛ  | БАХ | САН | ИСП  | МОН | ЕВР | КАН | США | ФРА  | ВЕЛ | ГЕР | ВЕН  | ТУР  | ИТА | БЕЛ | БРА | ЯПО | КИТ | Место | Очки |
| ---- | --------------- | -------------------- | ---- | ------- | --- | ---- | --- | --- | ---- | --- | --- | --- | --- | ---- | --- | --- | ---- | ---- | --- | --- | --- | --- | --- | ----- | ---- |
| 2005 | Sauber Petronas | Petronas 05A 3,0 V10 | M    | Вильнёв | 13  | Сход | 11  | 4   | Сход | 11  | 13  | 9   | НС  | 8    | 14  | 15  | Сход | 11   | 11  | 6   | 12  | 12  | 10  | 8     | 20   |
| 2005 | Sauber Petronas | Petronas 05A 3,0 V10 | M    | Масса   | 10  | 10   | 7   | 10  | 11   | 9   | 14  | 4   | НС  | Сход | 10  | 8   | 14   | Сход | 9   | 10  | 11  | 10  | 6   | 8     | 20   |

| Легенда к таблице |                                                                    |
| --- | ------------------------------------------------------------------ |
| В таблице перечислены результаты всех Гран-при Формулы-1, в которых использовался автомобиль. Строками таблицы являются сезоны, столбцами — этапы чемпионата мира. В каждой клетке указаны сокращённое название этапа и результат, дополнительно обозначенный цветом. Расшифровка обозначений и цветов представлена в нижеследующей таблице. |                                                                    |
| \| Пример \| Описание \| \| ------------ \| ------------------------------------------------------------------ \| \| 1 \| Победитель \| \| 2 \| Второе место \| \| 3 \| Третье место \| \| 5 \| Финишировал, заработав очки \| \| Сход \| Не финишировал, но при этом заработал очки \| \| 12 \| Финишировал, не получив очков \| \| НКЛ \| Финишировал, но не попал в финальную классификацию \| \| 15 \| Участвовал вне зачёта, либо по отдельной классификации \| \| 18 \| Не финишировал, но попал в финальную классификацию \| \| Сход \| Не финишировал \| \| НКВ \| Не прошёл квалификацию \| \| НПКВ \| Не прошёл предквалификацию \| \| ДСК \| Дисквалифицирован \| \| ИСК \| Исключён из протокола соревнований \| \| ТТ \| Заявлен для участия только в тренировках \| \| НС \| Участвовал в квалификации, но не стартовал в гонке \| \| Т \| Травмирован или болен \| \| ОТК \| Отказ от участия \| \| НТР \| Прибыл на соревнования, но на трассу не выезжал \| \| НПР \| Был заявлен в числе участников, но не прибыл к началу соревнований \| \| О \| Соревнования отменены \| \| \| Не участвовал \| \| Поул-позиция \| \| \| Быстрый круг \| \| |                                                                    |
| Пример | Описание                                                           |
| 1 | Победитель                                                         |
| 2 | Второе место                                                       |
| 3 | Третье место                                                       |
| 5 | Финишировал, заработав очки                                        |
| Сход | Не финишировал, но при этом заработал очки                         |
| 12 | Финишировал, не получив очков                                      |
| НКЛ | Финишировал, но не попал в финальную классификацию                 |
| 15 | Участвовал вне зачёта, либо по отдельной классификации             |
| 18 | Не финишировал, но попал в финальную классификацию                 |
| Сход | Не финишировал                                                     |
| НКВ | Не прошёл квалификацию                                             |
| НПКВ | Не прошёл предквалификацию                                         |
| ДСК | Дисквалифицирован                                                  |
| ИСК | Исключён из протокола соревнований                                 |
| ТТ | Заявлен для участия только в тренировках                           |
| НС | Участвовал в квалификации, но не стартовал в гонке                 |
| Т | Травмирован или болен                                              |
| ОТК | Отказ от участия                                                   |
| НТР | Прибыл на соревнования, но на трассу не выезжал                    |
| НПР | Был заявлен в числе участников, но не прибыл к началу соревнований |
| О | Соревнования отменены                                              |
| | Не участвовал                                                      |
| Поул-позиция |                                                                    |
| Быстрый круг |                                                                    |

1. ↑  Представлял собой двигатель Ferrari 055. Ставился на Ferrari F2005
2. 1 2  Из-за проблем с шинами Michelin команды, использующие шины Michelin отказались от участия в гонке.